# Маріанн Ешбахер
Маріанн Ешбахер (фр. Marianne Aeschbacher, 10 грудня 1970) — французька синхронна плавчиня.
Учасниця Олімпійських Ігор 1992, 1996 років.
Чемпіонка Європи з водних видів спорту 1987, 1989 років, призерка 1993, 1995 років.